# نيلس تيكسيرا
نيلس تيكسيرا (بالألمانية: Nils Teixeira)‏ (10 يوليو 1990 في ألمانيا - ) هو لاعب كرة قدم ألماني في مركز الدفاع. شارك مع منتخب ألمانيا تحت 16 سنة لكرة القدم ومنتخب ألمانيا تحت 17 سنة لكرة القدم ومنتخب ألمانيا لكرة القدم تحت 18 سنة ومنتخب ألمانيا تحت 19 سنة لكرة القدم ومنتخب ألمانيا تحت 20 سنة لكرة القدم. أما مع النوادي، فقد لعب مع إف إس في فرانكفورت ودينامو دريسدن وكيكرز أوفنباخ وBayer 04 Leverkusen II ‏.

## وصلات خارجية
- نيلس تيكسيرا على موقع الاتحاد الدولي (مؤرشف)  (الإنجليزية)
- نيلس تيكسيرا على موقع قاعدة بيانات كرة القدم.إي يو (الإنجليزية)
- نيلس تيكسيرا على موقع بيانات كرة القدم. دي إي (الألمانية)
- نيلس تيكسيرا على موقع عالم كرة القدم.نت (الإنجليزية)

خيارات العرض الأولية
يُمكن استخدام وسيط |وضع= لضبط خيارات عرض القالب الأوليّة:
- |وضع=collapsed: {{نيلس تيكسيرا|وضع=collapsed}} لإظهار القالب مطويًّا، بمعنى إخفاء محتوياته ما عدا الشريط الخاص بالعنوان.
- |وضع=expanded: {{نيلس تيكسيرا|وضع=expanded}} لإظهار القالب ممتدًّا، بمعنى إظهاره كاملًا.
- |وضع=autocollapse: {{نيلس تيكسيرا|وضع=autocollapse}}
  - لإظهار القالب مطويًّا إلى شريط العنوان إذا وُجِد قالب {{وصلات قالب}}، أو قالب {{شريط جانبي}} أو أي جدول يستخدم متغيّر مطوي في الصفحة.
  - لإظهار القالب في وضع الممتد إذا لم يكن هنالك أي عنصر مطوي في الصفحة.

إذا كان وسيط |وضع= غير مضبوطٍ؛ فإن العرض الأولي للقالب يأخذ الوضع من وسيط |افتراضي= في القالب. وضع هذا القالب الحالي مضبوط على autocollapse.
- أدوات مساعدة: تفقد استخدام الوصلات للقالب